# Parafia św. Piotra Kanizjusza we Włodowicach
Parafia św. Piotra Kanizjusza we Włodowicach – parafia rzymskokatolicka w dekanacie noworudzkim diecezji świdnickiej, która została erygowana w 1999 r.

## Świątynie
- Kościół św. Piotra Kanizjusza we Włodowicach
- Kościół pw. śś. Piotra i Pawła w Tłumaczowie

Kościół pw. śś. Piotra i Pawła w Tłumaczowie